# Samsung Galaxy Tab 10.1
Samsung Galaxy Tab 10.1 (wcześniej znany jako Galaxy Tab 2) – tablet firmy Samsung, zaprezentowany 13 lutego 2011 roku na targach Mobile World Congress.

## Opis i specyfikacja

### Informacje ogólne
Tablet został wyposażony w ekran dotykowy 10", jednak nie jest on wykonany w technologii Super AMOLED lub AMOLED. Jest to wyświetlacz TFT. Układ SoC został wyprodukowany przez Nvidia; model Tegra 2. Bazuje on na dwurdzeniowym procesorze ARM Cortex A9, taktowanym 1 GHz. Galaxy Tab 10.1 ma 16 lub 32 GB pamięci wewnętrznej. GPU to także produkt Nvidia – ULP GeForce, posiadający 8 rdzeni. Nowe urządzenie Samsunga wyposażone jest w dwa głośniki oraz dwa aparaty – tylny (główny), o rozdzielczości ośmiu megapikseli oraz przedni – (kamera do rozmów wideo) 2 Mpx. Tak samo jak w przypadku jego poprzednika, poprzez Galaxy Tab 10.1 można wykonywać połączenia telefoniczne.

### Specyfikacja szczegółowa
W dniu 13 lutego 2011, znana była oficjalna specyfikacja Galaxy Tab 10.1:
- ekran: 10.1", dotykowy, pojemnościowy, LCD TFT, rozdzielczość 1280x800 pikseli
- procesor: ARM Cortex A9 na platformie Nvidia Tegra 2, dwurdzeniowy, taktowany 1.00 GHz
- pamięć: 16 lub 32 GB (zależnie od wersji) wewnętrznej, 1 GB pamięci RAM DDR2
- aparat: przedni – VGA, tylny – 3,2 Mpix
- system: Google Android w wersji 3.0 Honeycomb z nakładką Samsung TouchWiz
- komunikacja: IEEE 802.11 b/g/n (Wi-Fi), Bluetooth 3.0, USB 2.0, EDGE, GPRS, HSPA+
- wideo:
  - formaty: MPEG4, H263, H264
  - nagrywanie: Full HD 1080p przy 24 fps
  - odtwarzanie: Full HD 1080p przy 30 fps
- audio: MP3, AAC, AAC+, eAAC+, OGG, MIDI, AMR-NB/WB
- bateria: Li-Ion, pojemność 7000mAh
- wymiary i masa: (wysokość X szerokość X głębokość) 246,2 × 170,4 × 10,9 mm, 599 gram
- inne:
  - sensory: czujnik położenia, akcelerometr, kompas cyfrowy
  - przeglądarka www: z obsługą Flash 10.1
  - złącza: gniazdo słuchawkowe (Mini Jack 3.5 mm), USB 2.0 Hi-Speed
  - głośniki: 2 – stereo

## Nowe wersje
Na targach CTIA 2011, Samsung zaprezentował kolejne tablety z serii Galaxy. Są to Tab 8.9 oraz drugie urządzenie o rozmiarze ekranu 10.1". Oba działają na systemie Android 3.0 (Honeycomb). Nowa „10.1” nie różni się zbytnio specyfikacją od swojego starszego brata (Galaxy Tab 10.1), prócz aparatu (3 MPx) oraz wymiarów i wagi.

### Porównanie
|                   | Galaxy Tab 10.1 (v.2)        | Galaxy Tab 8.9               | Galaxy Tab 10.1[dla porównania] |
| ----------------- | ---------------------------- | ---------------------------- | ------------------------------- |
| Data premiery     | 22 marca 2011                | 22 marca 2011                | 13 lutego 2011                  |
| Ekran             | 10,1", 1280 × 800            | 8,9", 1200 × 800             | 10,1", 1200 × 800               |
| Procesor          | Dwurdzeniowy 1 GHz           | Dwurdzeniowy 1 GHz           | Dwurdzeniowy 1 GHz              |
| Pamięć            | 16 lub 32 lub 64 GB          | 16 lub 32 lub 64 GB          | 16 lub 32 lub 64 GB             |
| System operacyjny | Android 3.0 Honeycomb        | Android 3.0 Honeycomb        | Android 3.0 Honeycomb           |
| Aparat            | tylny: 3 Mpx, przedni: 2 Mpx | tylny: 3 Mpx, przedni: 2 Mpx | tylny: 8 Mpx, przedni: 2 Mpx    |
| Wymiary           | 256,6 × 172,9 × 8,6 mm       | 230,9 × 157,8 × 8,6 mm       | 246,2 × 170,4 × 10,9 mm         |
| Waga              | 595 g                        | 470 g                        | 599 g                           |

Specyfikacja modeli 10.1 (v.2) oraz 8.9 (znajdująca się w tabeli) pochodzi z serwisu fandroid.pl.